# Weerbericht

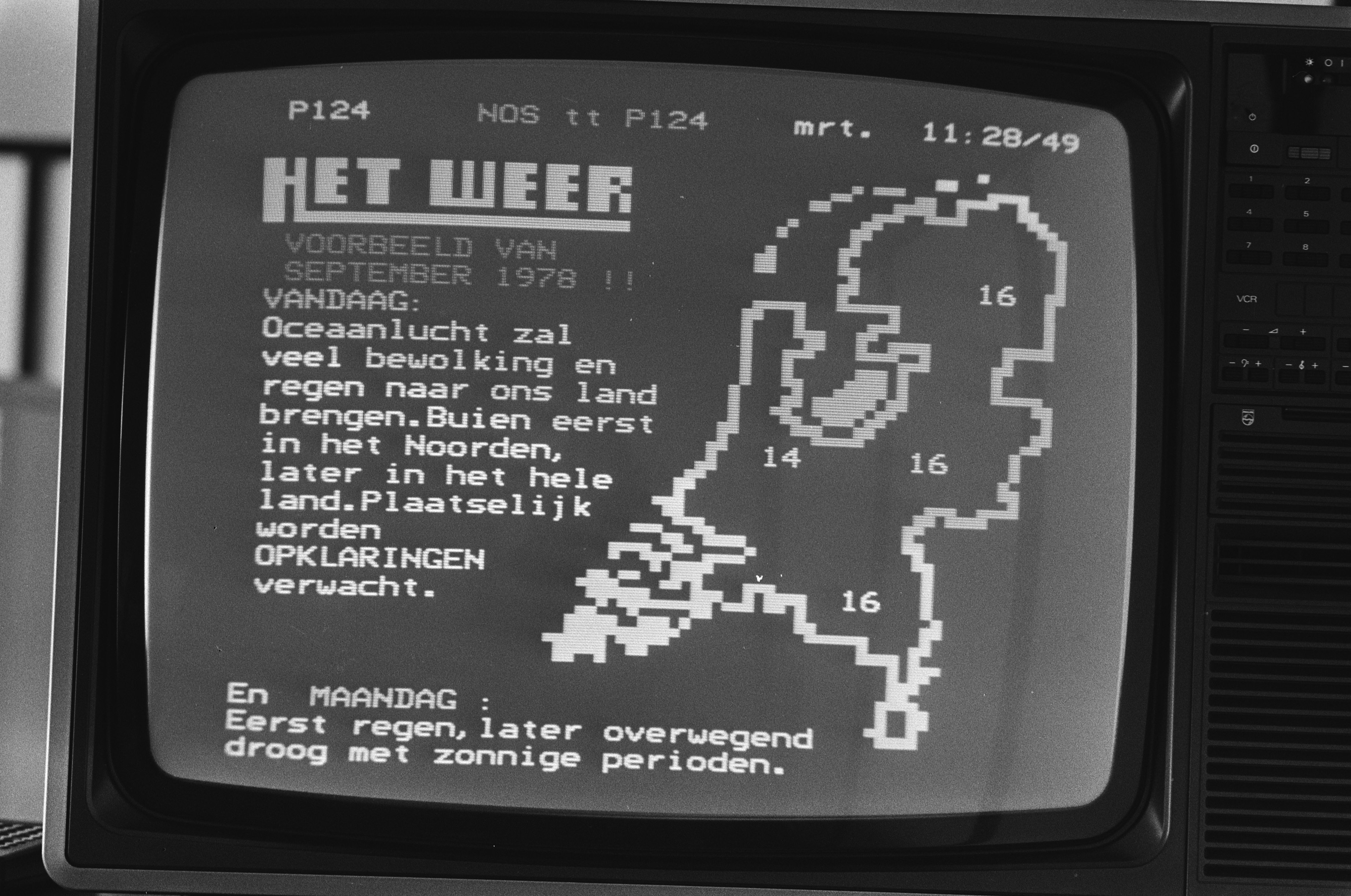
Weerbericht op teletekst in 1980

Het weerbericht is de presentatie van de weersverwachting voor een bepaalde doelgroep.
Het is dus een bericht over het verwachte weer.  
Over het algemeen eindigt een journaal- of nieuwsuitzending op radio en televisie met een weerbericht. De presentator van het weerbericht wordt gewoonlijk weerman of weervrouw genoemd.
Een weerbericht kan telefonisch worden opgevraagd.

## Geschiedenis
Het eerste weerbericht verscheen op 1 augustus 1861 in The Times.
De BBC zond het eerste weerbericht uit op de radio op 14 november 1922 en op televisie in november 1936.
In Nederland werd het weerbericht een tijdlang opgesteld door het KNMI. Dat zond vanaf 1924 weerberichten uit via een zender op Fort Vossegat.
Het eerste weerbericht op televisie was hier te zien op 7 oktober 1951.

## Bericht
In de meeste weerberichten vindt men terug:
- Een redelijk nauwkeurige voorspelling van de temperatuur, de neerslag, de bewolking en de wind, voor de rest van de huidige dag, en voor de volgende dag.
- Een verwachte trend voor meer dagen, soms tot negen dagen vooruit.

Deze voorspellingen worden gemaakt aan de hand van modelberekeningen, vaak aangevuld met ervaringsgegevens van de weerman.
Het weerbericht is een weersverwachting op basis van weersvoorspellingen. Daarom is het nooit 100% nauwkeurig, met name bij grote plaatselijke verschillen en verder dan een paar dagen in de toekomst. Toch krijgen omroepen nog weleens boze reacties wanneer de weersverwachting ernaast zit, en het weer slechter was dan de weerman had voorspeld.
Vanouds werd een weerbericht op zakelijke wijze gegeven, waarbij het aan de burger werd overgelaten om te beslissen of het bericht gunstig was of niet. Verschillende mensen (vakantiegangers, boeren, scheepvaart, piloten) hebben immers verschillende belangen.
Gaandeweg is het weerbericht vaak vergezeld van foto's (mensen op het strand, kinderen in de sneeuw, een zonsondergang) die de kijkers hebben opgestuurd en een aanbeveling die vooral gericht is op de niet-professionele kijkers: "Dat is genieten!" "Dat zomerse weer pakken ze ons niet meer af!" en ook: "Prachtig, al die sneeuw!".
In het weerbericht wordt soms aandacht besteed aan natuurverschijnselen die eigenlijk niets met het weer te maken hebben, zoals een zonsverduistering, noorderlicht en vallende sterren. Dit komt door de historische verwantschap tussen meteorologie en astronomie.